# Csücsköstalpú pajzs

Csücsköstalpú pajzs

A csücsköstalpú pajzs helyes arányai és megszerkesztése

A csücsköstalpú pajzs egyrészt az alul hegyes csücsökben végződő heraldikai pajzsok gyűjtőneve, másrészt az alul jellegzetes csücsökkel ellátott pajzsforma neve. A háromszögű pajzsból Spanyolországban alakult ki a 14. században.
A negyedelt címerek egyre több mezőjének elhelyezésére a 16. század végén Hierome de Bara feltalálta a csaknem négyszögű csücsköstalpú pajzsot, mely azonban előfordult már Erzsébet, Jülich grógnőjének és d’Aerschot úrnőjének 1307-es pecsétjén is. A negyedeléshez oldalait a pajzs peremével párhuzamosan lefelé húzták. Annak érdekében, hogy a pajzs ne váljon egyszerű négyszöggé, az alsó sarkait lekezerítették és az alját csücsökkel látták el. Csupán ez emlékeztetett arra, hogy a csücsköstalpú pajzs a háromszögű pajzs leszármazója.
Ezt a csatában már nem használták. Mivel Spanyolországban ekkoriban kezdtek megjelenni és elterjedni az osztott címerek, mindenképpen olyan pajzsformára volt szükség, ahol a címerek az alsó mezőkben is jól ábrázolhatók és láthatók. Idővel ez a pajzsforma főleg Magyarországon terjedt el, bár ott nem a negyedelésre használták. Ez a forma felelt meg a legjobban a magyar heraldika legfontosabb jellemvonásának, a természetes ábrázolásmódnak, amikor pl. az oroszlán hármas halmon áll.
Ekkoriban a tárcsapajzsból kialakult reneszánsz pajzsot is gyakran látták el alsó csücsökkel.

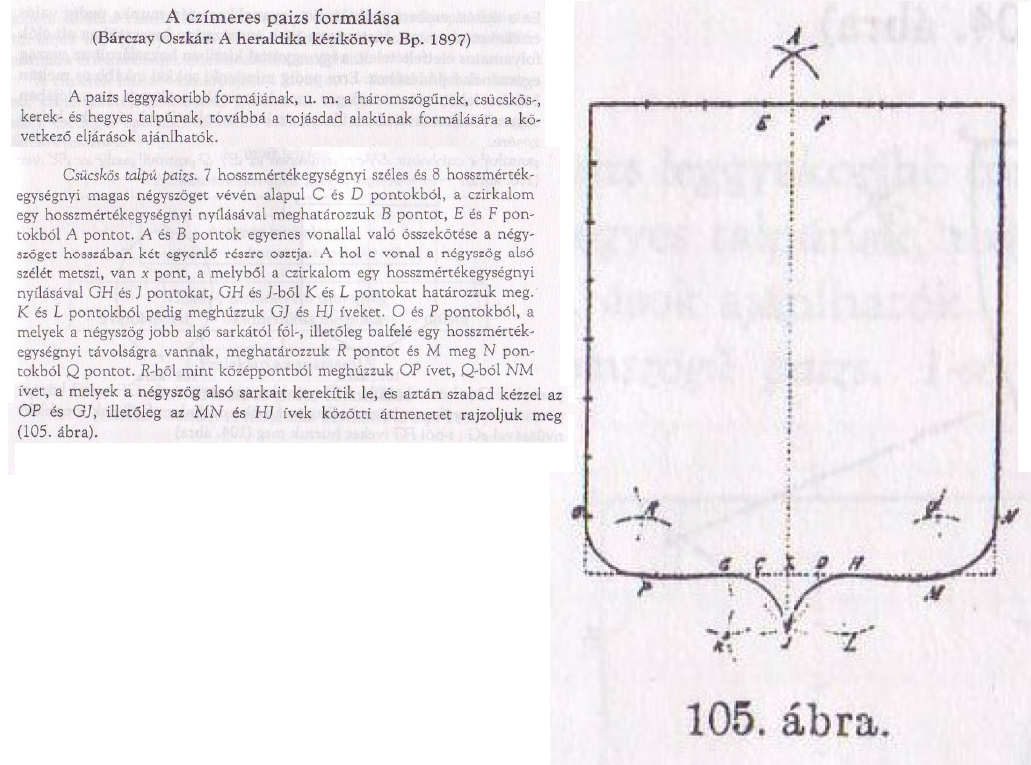
A csücsköstalpú pajzs megszerkesztése Bárczaynál
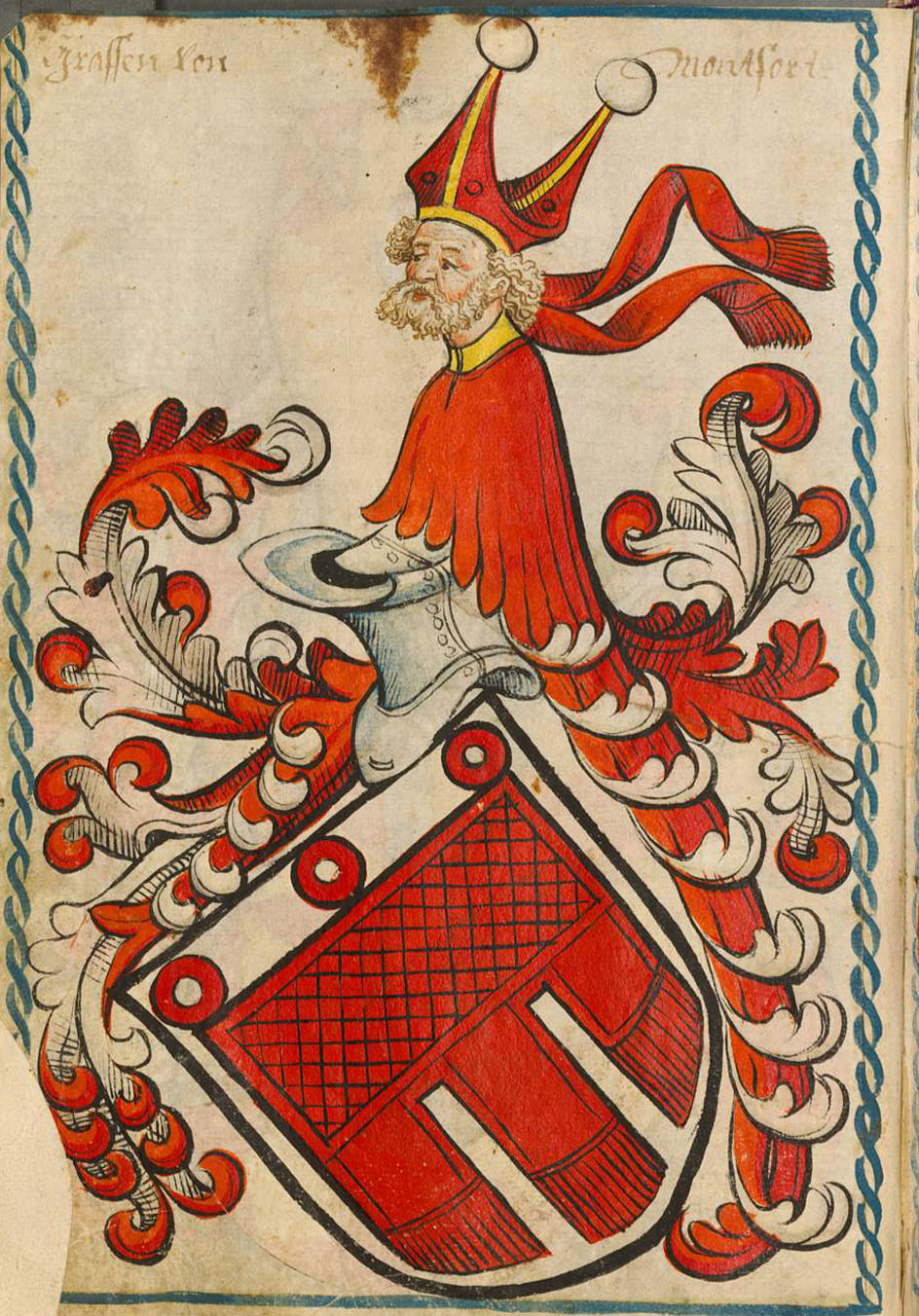
A Spanyolországban a doborpajzsból kialakult hegyes aljú pajzsforma, melynek oldalai lefelé idővel egyre jobban megnyúltak és az alja csücskös lett
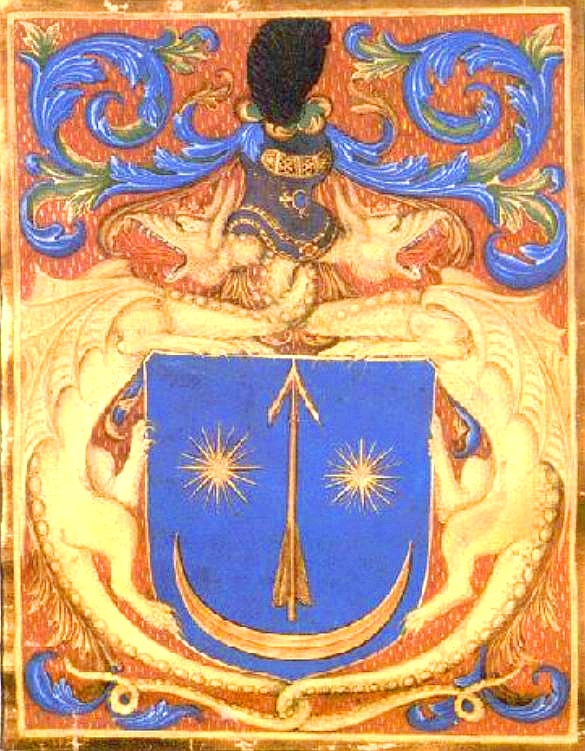
Enyhén csücskös talpú és felül levágott sarkú pajzs a Drágffy-címerben (1507)
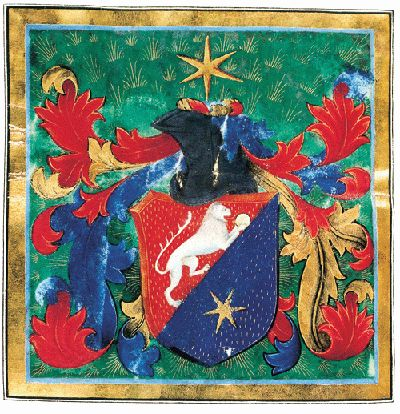
Háromszögben végződő aljú pajzs, mely Spanyolországban a doborpajzsból alakult ki
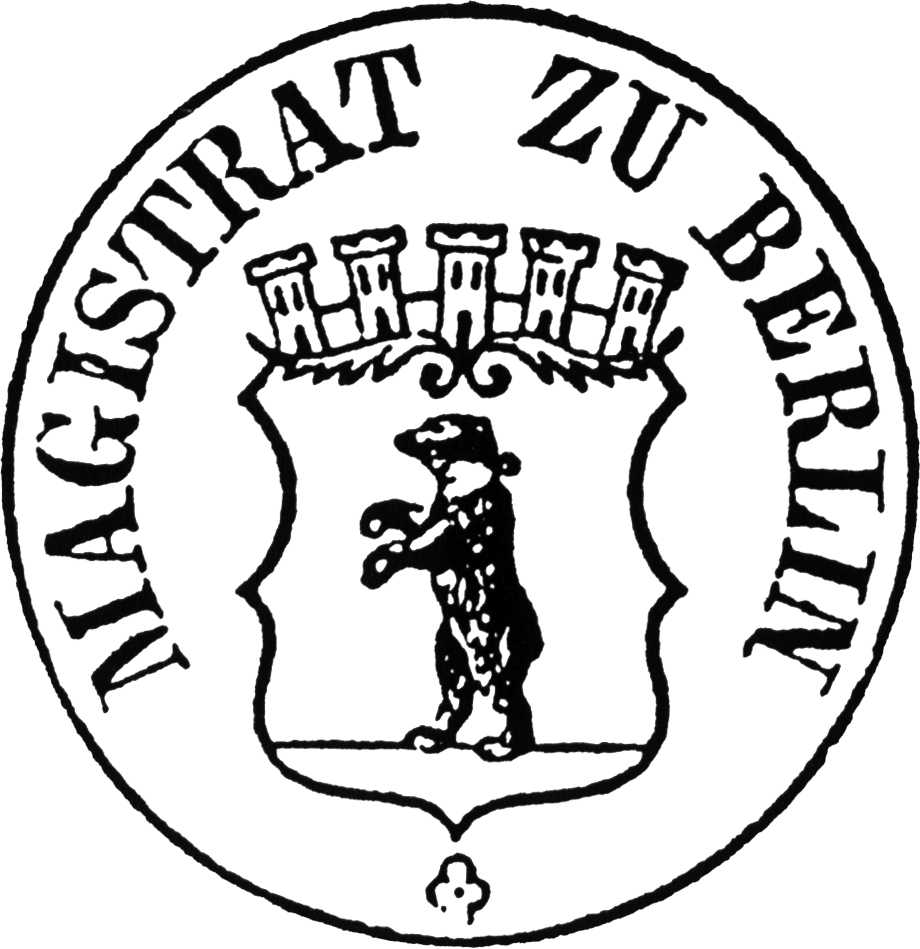
Csücskös talpú tárcsapajzs
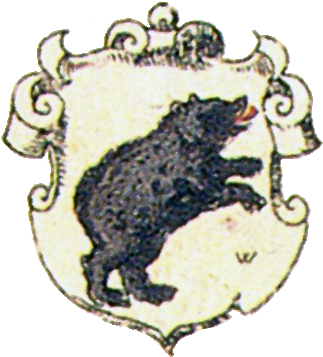
Csücskös talpú reneszánsz pajzs (1605)
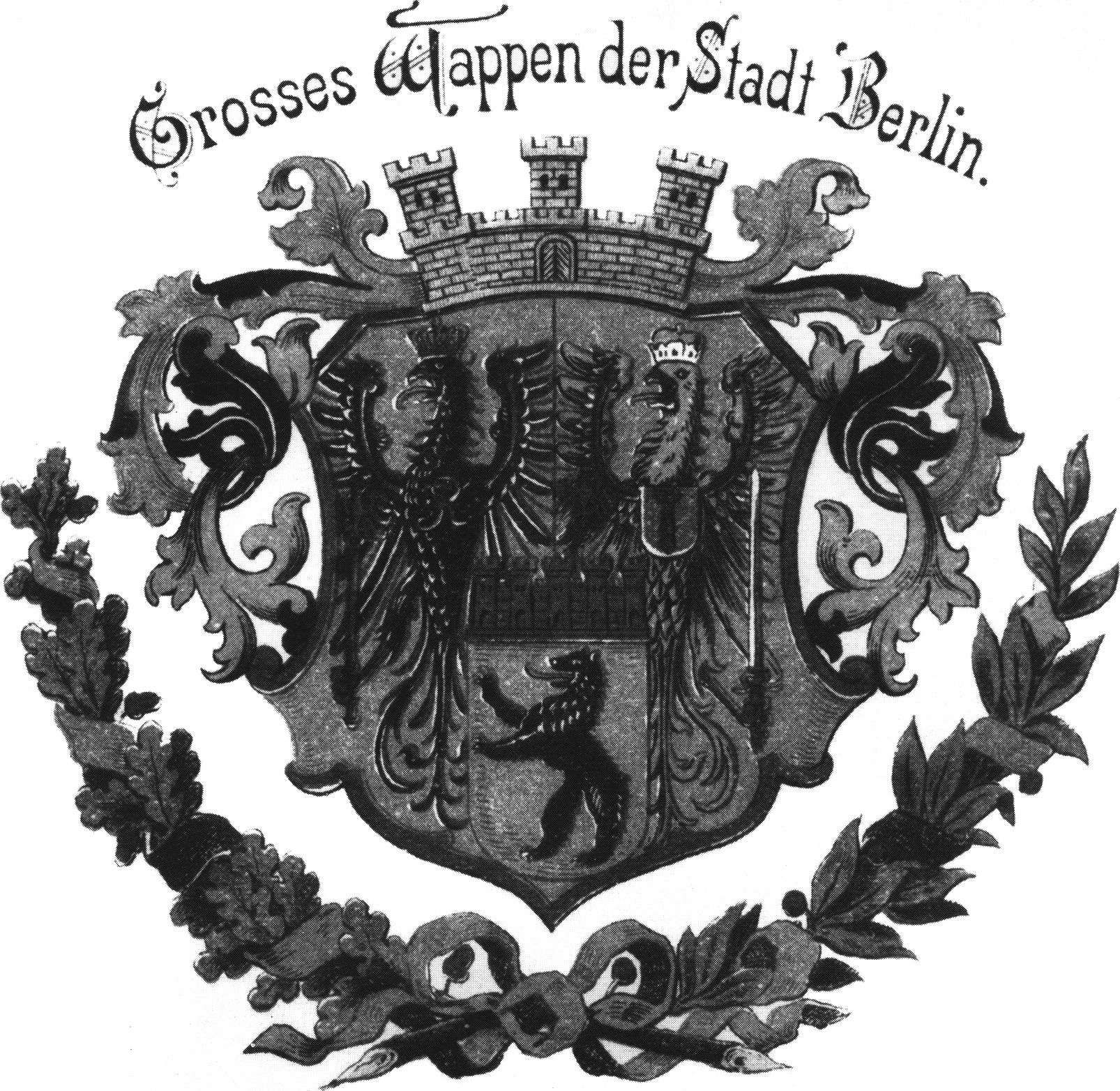
Csücskös talpú barokk pajzs